# Mémoires d'un tricheur
Cet article concerne le livre de Guitry. Pour le film adapté de cet ouvrage, voir Le Roman d'un tricheur.
Mémoires d'un tricheur  est un roman de Sacha Guitry publié en 1935 chez Gallimard. Il est dédié par l'auteur « à l'un de mes amis les meilleurs — au hasard ». Cet ouvrage est adapté au cinéma l'année suivante par l'auteur lui-même, sous le titre Le Roman d'un tricheur.

## Résumé
Un homme d'âge mûr raconte le déroulement de sa vie, déroulant au fil des chapitres les lieux qui l'ont vu devenir ce tricheur patenté, professionnel de la tricherie.
Il commence par le commencement, ou plutôt ce qui a fait de sa vie la vie d'un tricheur. Né le 28 avril 1882 à Tortisambert, il se trouve subitement orphelin, seul survivant d'une malencontreuse platée de champignons vénéneux dont les onze autres membres de la famille ne purent réchapper. La raison de ce miracle ? Il avait été privé de champignons pour avoir précédemment volé dans le tiroir-caisse de l'épicerie familiale de quoi s'acheter des billes. Les personnes alors présentes répètent à l'envi : « Savez-vous pourquoi le petit n'est pas mort ?… Parce qu'il a volé ! ».
Il se trouve alors placé chez un oncle, Maître Morlot, notaire à Flers, qui lui dérobe le pécule que lui laisse cette hécatombe, mais de la manière la plus « honnête » qui soit… Deuxième leçon de chose sur le sujet de l'honnêteté et du vol pour la jeune âme, qui est bientôt poussée dehors par Madame Morlot, agacée d'avoir cette bouche à nourrir à la maison. Une page du Petit Lexovien, portant mention d'une annonce pour un emploi de chasseur dans un restaurant à Caen, apparaît et réapparaît aux endroits stratégiques de la maison, disposée à dessein par Madame Morlot. C'en est donc fait de l'avenir du jeune garçon.
Parti avec trois-cents francs en poche, le voici donc chasseur chez M. Pépin, restaurateur à Caen. Il y rencontre les gens « riches », et découvre le but de sa vie : devenir riche. Il en profite pour théoriser quelque peu ce qu'est la richesse, et ce à quoi elle doit servir, objet des mémoires qu'il annonce être en train de rédiger à Paris, à un bistrot à l'angle de la Rue des Vignes et de la Rue de Boulainvilliers. Après un an à Caen, il prend un emploi similaire à l'hôtel de Paris, à Trouville. Vêtu de son costume de groom, il s'enorgueillit d'avoir servi alors de modèle à Caran d'Ache. Il apprend à se faire aimer des riches, et retire de ses flatteries bien placées quelque appoint financier dont il sait faire bon usage. Il continue de travailler à Paris, où il explique comment devenir parisien. Chasseur à l'hôtel Scribe, il y travaille en 1896 et 1899, jusqu'au moment où il se trouve mêlé par Serge, un Arménien, à une affaire de tentative d'attentat sur la personne du tsar Nicolas II, le 7 octobre 1899. Le temps pour le narrateur d'aller se faire oublier à Monaco, après avoir dénoncé au travers d'une lettre anonyme les plans de ses complices.
Monaco donc, dont le narrateur raconte l'histoire avec humour, et où il reste de 1899 à 1917, passant à travers différentes aventures. Perdant sa virginité avec une comtesse d'un certain âge au cours de relations pour lesquelles il se trouve rétribué, allant faire son service militaire à Angoulême entre 1909 et 1912, se faisant naturaliser Monégasque en 1913, il démarre alors son activité de croupier. En 1914, la France ne reconnaissant pas la naturalisation monégasque (et le Prince de Monaco ayant mis son épée au service de la France), le héros se trouve appelé à servir dans sa batterie au début de la Première Guerre mondiale. Arrivé sur le front le 17 août 1914 à 16 h 0, à 16 h 1 un obus éclate, et il se trouve blessé. Rapatrié vers le poste de secours par le soldat Charbonnier, il est rapidement opéré, garde une légère claudication des suites de sa blessure et, premier réformé de l'armée française, retourne exercer à Monaco.
Il rencontre sa femme en 1917, à la faveur d'une mésentente. Séduit un peu malgré lui par une femme venant l'implorer de la faire gagner, il arrive à lui donner « le tiers du cylindre » à la roulette plusieurs fois de suite. Mettant alors sur pied une stratégie de martingale, ils se marient rapidement, et reviennent jouer, persuadés que le jeune marié a la capacité de mettre la bille où il veut sur le cylindre. Sauf qu'il n'y arrive pas du tout ! Il donne même quatre fois de suite le zéro, ce qui le fait renvoyer du casino, non pour avoir triché, mais finalement pour avoir trop bien servi la banque. Son mariage est également dissout le plus rapidement possible.
Il vit ensuite une vie de tricheur itinérant, professionnel. Il explique ses différentes méthodes qui lui font amasser en sept ans plus de quatre millions de francs. Mais le 10 juillet 1924 à Aix-les-Bains, sa tricherie s'arrête net. Il rencontre à la table de jeu le même Charbonnier qui lui avait sauvé la vie dix ans plus tôt. Pris de remords à l'idée de rafler le banco de son sauveur, il arrête sa manigance, se lie d'amitié avec Charbonnier, lequel lui fait aimer le jeu pour le jeu. En quelques mois, il perd tout ce qu'il avait amassé durant les sept années précédentes. Contaminé par le virus du jeu, presque ruiné, le tricheur devenu joueur parvient à joindre les deux bouts en travaillant désormais honnêtement chez Grimaud, fabricant de cartes à jouer !